# Keel
A Keel 1984-ben, Los Angelesben alakult amerikai hard rock/heavy metal együttes. Névadó frontembere Ron Keel. Legismertebb daluk a "The Right to Rock" című rockhimnusz az azonos című albumról. "Speed Demon" című daluk a Men in Black – Sötét zsaruk 2. című filmben is hallható. Az együttes 1989-ben feloszlott, 1998-ban egy időre újraegyesültek, majd 2008-tól ismét hivatalosan is aktívak, habár 2010 óta nem adtak ki új anyagot.

## Tagok
Jelenlegi tagok
- Ron Keel – ének, gitár, billentyűs hangszerek (1984–1989, 1998, 2008–)
- Marc Ferrari – gitár, háttérvokál (1984–1988, 1998, 2008–)
- Bryan Jay – gitár, háttérvokál (1984–1988, 1998, 2008–)
- Dwain Miller – dobok, háttérvokál (1985–1989, 1998, 2008–)
- Geno Arce – basszusgitár, háttérvokál (2008–)

Korábbi tagok
- Kenny Chaisson – basszusgitár, háttérvokál (1984–1989, 1998)
- Bobby Marks – dobok, háttérvokál (1984)
- David Michael Phillips – gitár, háttérvokál (1984)
- Steven Riley – dobok, háttérvokál (1985; 2023-ban elhunyt)
- Scott Warren – billentyűs hangszerek, zongora, háttérvokál (1988–1989)
- Tony Palamucci – gitár, háttérvokál (1988–1989)

## Diszkográfia

### Stúdióalbumok
- Lay Down the Law (1984)
- The Right to Rock (1985)
- The Final Frontier (1986)
- Keel (1987)
- Larger Than Live (1989)
- Keel VI: Back in Action (1998)
- Streets of Rock & Roll (2010)